# هارفي فريك
هارفي فريك (بالإنجليزية: Herman Frick)‏ هو منافس ألعاب قوى أمريكي، ولد في 13 أكتوبر 1893 في نيويورك في الولايات المتحدة، وتوفي في 6 مايو 1966.

## وصلات خارجية
- هارفي فريك على موقع أوليمبيديا (الإنجليزية)